# Tarsoveloides
Tarsoveloides is een geslacht van wantsen uit de familie beeklopers (Veliidae). Het geslacht werd voor het eerst wetenschappelijk beschreven door Andersen & Weir in 2001.

## Soorten
Het genus bevat de volgende soort:

- Tarsoveloides brevitarsus (Andersen & Weir, 2001)